# El Irreal Madrid
El Irreal Madrid és un programa especial de Televisió espanyola, estrenat el 1969.

## Història
El programa s'enquadra en una etapa d'oberturisme en la cúpula directiva de TVE, amb Juan José Rosón al capdavant, que aspirava a produir i emetre productes de qualitat en una desacreditada televisió per a millorar la imatge del país en l'exterior. El precedent més immediat en aquest mateix sentit havia estat Historia de la frivolidad, de Narciso Ibáñez Serrador.
Per a això es va comptar amb els serveis d'un jove Valerio Lazarov nouvingut del seu Romania natal i carregat d'idees avantguardistes quant a la seva visió estètica de la televisió.
Amb la fotografia de José Herrero i guions d'Alfredo Amestoy, el programa va suposar una autèntic revolució conceptual i visual en la forma de fer televisió a Espanya.

## Argument
L'espai és una subtil caricatura del fenomen de masses del segle XX i els excessos que comporta: el futbol i el seu més insigne representant a Espanya, el Reial Madrid, autèntic símbol nacional.
Aquesta paròdia, de desenvolupament fonamentalment gestual i destacada importància de la banda sonora, composta per Augusto Algueró, s'endinsa en un món en el qual cobren protagonisme el Cap d'Idees Genials, la Cap de Crits Esportius, el laboratori per a la formació i perfeccionament dels seguidors, el seguidor nerviós, l'introvertit, el gros, la coqueta...

## Repartiment
- Gloria Cámara
- Irán Eory
- Lola Gaos
- Claudia Gravy
- Emilio Laguna
- Soledad Miranda
- Elisa Montés
- Luis Morris
- Antonio Ozores
- Ángel Picazo
- María Luisa San José

i les actuacions de Karina, Los Bravos, Massiel, Peret, Miguel Ríos, Marisol, Gelu i Joselito.

## Premis
El programa va guanyar la Nimfa d'Or en el Festival de Televisió de Montecarlo.